# Остін Ацтекс
ФК «Остін Ацтекс» (англ. Austin Aztex Football Club) — колишній американський футбольний клуб з Остіна, Техас, заснований 2011 року та розформований у 2017 році. Виступав у USL. Домашні матчі приймав на стадіоні «Хаус Парк», місткістю 6 500 глядачів.

## Досягнення
- USL PDL
  - Чемпіон: 2013
- Південна конференція
  - Чемпіон: 2013.